# 果凍效應

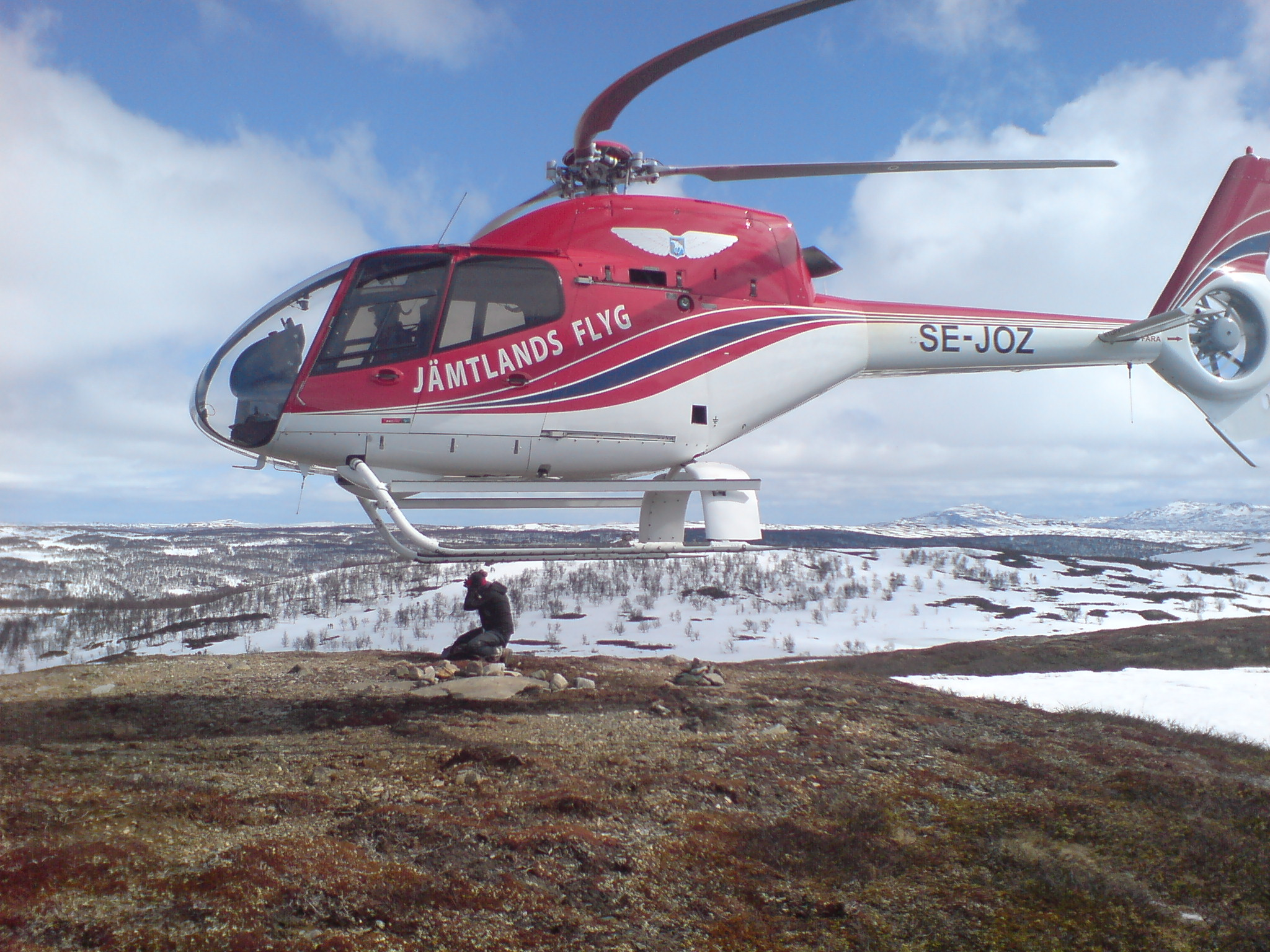
數位相機所拍的直升機，槳葉因果凍效應而呈現扭曲變形

果凍效應（英語：Jello effect）是數位相機CMOS感光元件的一種效應，當使用電子快門來拍攝高速移動的物件時，原本垂直的物件拍攝出的画面卻為傾斜甚至變形。
原因是CMOS感光元件採用逐行掃描的曝光方式，產生的时间差導致畫面傾斜。